# فرانسوا اندومبه
فرانسوا اندومبه (فرانسوی: François N'Doumbé‎؛ زادهٔ ۳۰ ژانویهٔ ۱۹۵۴) بازیکن فوتبال اهل کامرون بود.
وی همچنین در تیم ملی فوتبال کامرون بازی کرده‌است.